# Markus Eibegger
Markus Eibegger (Judenburg, Estíria, 16 d'octubre de 1984) és un ciclista austríac, professional des del 2007. Actualment corre a l'equip Felbermayr Simplon Wels.
En el seu palmarès destaca el campionat nacional en ruta de 2009.

## Palmarès
- 2005
  -  Campió d'Àustria sub-23 en contrarellotge
  -  Campió d'Àustria sub-23 en ruta
- 2006
  - 1r al Gran Premi Tell
- 2007
  -  Campió d'Àustria de muntanya
  - 1r al Giro de Festina
  - 1r a la Völkermarkter Radsporttage
- 2008
  -  Campió d'Àustria de muntanya
- 2009
  -  Campió d'Àustria en ruta
  - 1r al Raiffeisen Grand Prix
  - Vencedor d'una etapa de la Istrian Spring Trophy
  - Vencedor d'una etapa de la Volta a Baviera
- 2011
  -  Campió d'Àustria de muntanya
  - 1r al Tour de Taiwan i vencedor d'una etapa
  - Vencedor d'una etapa a la Volta a l'Alta Àustria
- 2012
  - 1r a l'Istrian Spring Trophy i vencedor d'una etapa
- 2013
  - Vencedor d'una etapa de la Sibiu Cycling Tour
- 2014
  - Vencedor d'una etapa del Tour de Bretanya
  - Vencedor d'una etapa de l'An Post Rás
- 2015
  - 1r a l'Istrian Spring Trophy i vencedor d'una etapa
- 2016
  - 1r al Tour de l'Azerbaidjan
  - Vencedor d'una etapa a l'Istrian Spring Trophy
  - Vencedor d'una etapa a la Volta a Eslovàquia
  - Vencedor d'una etapa a la Volta de l'Alta Àustria

### Resultats al Giro d'Itàlia
- 2010. 48è de la classificació general

### Resultats al Tour de França
- 2010. Abandona (9a etapa)